# As/Is
As/Is è il secondo album dal vivo del cantautore statunitense John Mayer, pubblicato il 19 ottobre 2004.

## Tracce
Disco 1
1. Only Heart
2. My Stupid Mouth
3. No Such Thing
4. Covered in Rain
5. Split Screen Sadness
6. Blues Intro
7. Come Back to Bed

Disco 2
1. Your Body Is a Wonderland
2. Something's Missing
3. Inner City Blues (Make Me Wanna Holler) (feat. DJ Logic)
4. Clarity
5. 3x5
6. Home Life
7. Comfortable
8. Neon